# Rolf Eichelmann
Rolf Eichelmann (* 29. Februar 1940 in Burg bei Magdeburg) ist ein deutsch-griechischer Maler.

## Leben
Rolf Eichelmann ist der Sohn von Wilhelm Eichelmann und der Griechin Elfteria Samiou. Er wurde in Burg bei Magdeburg geboren und wuchs im Heimatland seiner Mutter auf, da auch sein Vater dort seit 1931 wohnte. Schon früh entdeckte er seine Vorliebe für die Malerei und besucht schon als 11-Jähriger das Kloster Kesariani am Rande von Athen, um bei den Mönchen seine ersten Lehrstunden in Ikonenmalerei zu erhalten. Nach der Trennung seiner Eltern zog Eichelmann 1954 zu seinem bereits in Deutschland lebenden Vater. Hier studierte er von 1956 bis 1959 an der Kunstakademie von Paul Linke in Karlsruhe Portraitzeichnen und Anatomie und von 1959 bis 1962 Innenarchitektur. 1969 machte Eichelmann sich als Architekt selbständig.

## Arbeiten
In den meisten seiner Werken steht der Mensch im Mittelpunkt. Dies zieht sich als roter Faden durch sein gesamtes künstlerischen Schaffen. Vorbilder waren die Meister der Spätgotik und Renaissance, wie Leonardo da Vinci, Botticelli, El Greco, Dürer und auch Peter Paul Rubens. Später orientierte er sich an Dali und Picasso.
Nachdem er sich von der traditionellen Malerei löste, begann er Ende der 1950er Jahre seinen persönlichen Stil zu entwickeln. Es entstanden zahlreiche Werke in Gouache.
Danach begann er mit neuen Techniken zu experimentieren. Die wichtigsten Werke der 1960er Jahre sind die „Fünf-Uhr-Uhr“ und „Pieta“ in einer von ihm entwickelten Technik aus Kohle, Kreide und Farbstifte auf starkem Zeichenpapier. Diese Werke eines Jahrzehnts stellte Eichelmann erstmals 1968 öffentlich aus.
Anfang der 1970er Jahre ließ er sich vom Surrealismus inspirieren und fertigte in dieser Kunstrichtung zahlreiche Zeichnungen und Gemälde, wie „Austreibung der Eva aus dem Paradies“, „Kollektivtraum dreier Nonnen“ und „Ein Gebet für Maria“. Wenige Jahre später begann er mit einer Serie von kleineren mystisch-folkloristischen Bildern in Acryl auf Hartfaserplatten, bei der er durch die Erzählungen von Carlos Castaneda stark beeinflusst wurde. Castanedas Vorstellungen von der irrationalen Gedankenwelt, gemischt mit der griechischen Sagenwelt baute er in seine Bilder ein. Dabei kamen Eichelmann die Lehrstunden in seinen jungen Jahren bei den Mönchen zugute und der Einfluss der dortigen Ikonenmalerei, stark zum Ausdruck. Diese Periode endete 1987.
1988 begann Eichelmann seine ersten Radierungen anzufertigen. In dieser Technik sind die für ihn wichtigsten Werke der Zyklus „Geburt der Engel“, „Liebespaare“ und Radierungen zum „Gilgamesch-Epos“, das er erst 2000 illustrierte, entstanden.
1991 folgten weitere großformatigen Collagen, die den Menschen, in abstrahierter Form, zum Mittelpunkt haben. für diese reduzierte, ornamentale, flächenhafte Ausdrucksform färbte Eichelmann das Papier (Packpapier) selbst ein. Unter dem Titel „Garten der Lüste“ zeigte er diese Arbeiten, die aus Liebespaaren bestanden, erstmals in „Kunst im Kühlhaus“.
1995 widmete er sich dem Thema Tarot. Auf der kanarischen Insel La Gomera entstanden zahlreiche Entwürfe zur „Großen Arkana“ in Acryl auf Leinwand. Er selbst bezeichnet diesen Stil als „Neuen, dekorativen, phantastischen Realismus“. Bis 2002 entstanden die gesamten 78 Tafeln des Tarotdecks, die im deutschsprachigen Raum auch als Karten unter dem Titel „Das Golden Gomera Tarot“ sowie im englischsprachigen Raum als „New Century Tarot“ veröffentlicht wurden.
Eichelmanns Schaffensperiode war nie politisch orientiert, dennoch fertigte er eine 4 Meter breite und 2,40 Meter hohe Collage mit dem Thema „11. September“ an, da er von den Anschlägen auf das World Trade Center am 11. September 2001 in New York sehr betroffen war und sich unmittelbar danach künstlerisch mit diesem Ereignis auseinandersetzte.
Anfang der 2000er Jahre entwickelte Eichelmann eine eigene Technik, bei der er märchenhafte Themen aus „1001 Nacht“ sinnlich in warmen Tönen mit viel Gold bearbeitete. Für diese „Goldcollagen“ verfeinerte er seine Werke mit Tusche und gab ihnen Konturen und Gesichter. So entstanden 2004 die 12 Tierkreiszeichen als Radierung, in Handkoloration mit Gold.
2005 beginnt Eichelmann Großplastiken anzufertigen. Bestehend aus fünf Keramikfiguren, die kommunizierende Kinder der Kontinente darstellen, die sinnbildlich für die Kommunikation und Verbundenheit der gesamten Menschheit stehen sollen, fertigte er diese Plastik für die Stadt Burgau an. Ein Jahr später arbeitete Eichelmann mit Schülern der zehnten Klasse aus der Hauptschule der Stadt Burgau. Unter seiner Leitung entstanden so die großformatige Plastiken (ca. 180 cm hoch) „Die vier Jahreszeiten“ und „Blumensäule“, die im öffentlichen Raum aufgestellt wurden.
2007 erhielt Eichelmann den Kunstpreis der Stadt Günzburg für seine Großplastik „Anemos“ (aus dem griechischen „Windböe“). Das Kunstwerk fertigte er mit der Künstlerin Gabriele Birkner und es besteht aus 40 bemalten Stoffbahnen die Spiralförmig auf einer Wiese aufgestellt wurden und sich durch den Wind bewegen sollen.
2009 kehrte Eichelmann zu zweidimensionaler Werken zurück und fertiget eine Serie von Federzeichnungen über „Die menschlicher Gestalt“. 2012 bis 2013 folgten große Kohlezeichnungen mit Buntstifte auf Papier, wie er sie ähnlich schon in den 1960er gestaltete. Dabnach schuf er sechzig Landschaftsbilder aus dem Mindeltal, Kammeltal und Günztal in einer neuen Technik.
2013 gestaltete er für die Stadt Günzburg die große Keramik Skulptur „Flussgöttin Gontia“, die die Namensgeberin der Stadt ist.

## Werke
- „Geburt Christi“, „Fünf-Uhr-Uhr“, (50er Jahre)
- „Pieta“ (60er Jahre)
- „Kollektivtraum dreier Nonnen“, „Ein Gebet für Maria“ (70er Jahre)
- Zyklus „Geburt der Engel“ (80er Jahre)
- Die Große Arkana aus dem Tarot (90er Jahre)
- Goldcollagen „1001 Nacht“  (2000er Jahre)
- Skulpturen „Kommunikation“, „Die vier Jahreszeiten“, „Blumensäule“„Anemos“, „Flussgöttin Gontia“